# Ioannis Metaxas
Ioannis Metaxas (Grieks: Ιωάννης Μεταξάς, Ioánnis Metaxás; in het Nederlands ook Johannes, Johan of Jan Metaxas genoemd) (Ithaka, 12 april 1871 – Athene, 29 januari 1941) was een Grieks generaal en staatsman.

## Militaire en politieke carrière
Ioannis Metaxas werd geboren in 1871 op Ithaca.  Hij werd militair en diende mee in de Grieks-Turkse oorlog van 1897.  Nadien studeerde hij in Duitsland aan de militaire academie van Berlijn.  Toen hij terugkeerde werd hij adjudant van Venizelos, de toenmalige premier en minister van Oorlog, samen moderniseerden ze het Griekse leger, waarmee zij in de Balkanoorlogen (1912-1913) successen behaalden.  Metaxas  werd in 1913 aangesteld als stafchef van het leger.  In 1915 wenste Venizelos de geallieerden te steunen voor de expeditie naar de Dardanellen, maar Metaxas verkoos de zijde van koning Constantijn I, die Griekenland neutraal wilde houden.    
In 1916 promoveerde hij tot luitenant-generaal, hij was een van de weinigen die gekant was tegen de voortzetting van de Grieks-Turkse oorlog.  In juni 1917 werd, met steun van de geallieerden, koning Constantijn I afgezet en greep Venizelos de macht.  Metaxas volgde de koning in diens ballingschap naar Corsica.  Geen van beiden keerden terug tot 1920, toen Venizelos de verkiezingen verloor. Toen de Griekse troepen in 1922 op catastrofale wijze door Kemal Ataturk verslagen werden in de Grieks-Turkse oorlog, werd koning Constantijn opnieuw gedwongen in ballingschap te gaan. 
Metaxas ging de politiek in en richtte op 12 oktober 1922 een rechtse partij op. Een jaar later, in oktober 1923, werd hij echter als gevolg van zijn banden met een royalist gedwongen opnieuw het land te verlaten. Kort daarop werd ook koning George II (zoon van Constantijn I) gedwongen in ballingschap te gaan en werd in maart 1924 de Tweede Helleense Republiek uitgeroepen. Metaxas keerde terug naar Griekenland en verklaarde de regimewisseling te aanvaarden. Na de verkiezingen van 1926 werd hij minister van communicatie in de regering van Alexandros Zaimis.  Hoewel bij de daaropvolgende verkiezingen van 1928, 1932 en 1933 het aantal behaalde zetels voor zijn partij daalde, werd Metaxas in 1933 minister van binnenlandse zaken.  Bij de verkiezingen van 1935 en 1936 ging hij telkens een coalitie aan met andere kleine royalistische partijen.  In 1935 werd hij minister van Oorlog.  Na een betwistbaar referendum keerde koning George II terug naar Griekenland.  Bang voor een coup wees koning George II op 13 april 1936 Metaxas aan als eerste minister ad interim.  De aanstelling werd bekrachtigd door het Grieks parlement.  Naar aanleiding van onrust riep Metaxas op 4 augustus 1936 de noodtoestand uit en met goedkeuring van de koning stuurde hij het parlement naar huis en regeerde sindsdien dictatoriaal.  In 1938 liet hij zich tot premier voor het leven benoemen en wijdde hij zich volledig aan zijn ideaal: de opbouw van een "Derde Griekse Rijk".  Staatspropaganda portretteerde Metaxas als “Redder van de natie” die eenheid bracht in een verdeeld land.

### Intern gevoerde politiek
Metaxas verbood andere politieke partijen en stakingen en liet de media censureren.  Ook “anti-Griekse” literatuur werd gezien als gevaar voor de staat en bijgevolg werden boeken verbrand van niet enkel Griekse schrijvers, maar ook van schrijvers als Goethe, Shaw en Freud. Toen Metaxas in 1938 minister van Onderwijs werd, liet hij eveneens alle schoolboeken herschrijven, zodat ze pasten binnen de ideologie van zijn regime.
Metaxas nam verschillende instituties over van het Italiaanse fascistische regime, zoals een nationale arbeidsdienst, de acht uur durende werkdag, verbetering van de werkomstandigheden en het sociale zekerheidssysteem (Ίδρυμα Κοινωνικών Ασφαλίσεων, IKA), nog steeds het grootste sociale zekerheidsinstituut in Griekenland.  
Metaxas’ macht was gebaseerd op de steun van het leger en koning George II.

### Gevoerde politiek met betrekking tot het buitenland
In de late jaren ’30 was Griekenland, zoals meerdere Balkanlanden, een belangrijke handelspartner voor Duitsland. Metaxas - die door zijn opleiding in Duitsland eerder Duitsgezind was - probeerde te balanceren tussen het Verenigd Koninkrijk en Nazi-Duitsland. Zijn pogingen om Griekenland buiten Wereldoorlog II te houden kwamen resoluut aan hun einde toen Mussolini op 28 oktober 1940 Griekenland een ultimatum voorlegde om zich over te geven aan de Italiaanse troepen. Metaxas zou volgens de legende simpelweg “Οχι” (ochi is Grieks voor “Nee”) geantwoord hebben aan de Italiaanse afgezanten. Trots op hun kordate antwoord vieren de Grieken tot op heden (op 28 oktober) “Ochi-dag”. Een paar uur na dit antwoord echter, viel Italië Griekenland binnen via Albanië. Dit was de start van de Grieks-Italiaanse oorlog. Dankzij hun voorbereidingen en goede verdediging, was Griekenland in staat om de Italiaanse legers terug te dringen tot in Albanië en daarbij ook het zuidelijke deel van Albanië te bezetten. Deze nederlaag van de asmogendheden leidde tot de inval van Duitsland in Griekenland op 6 april 1941. Hierbij omtrokken ze de Metaxaslinie, die door Metaxas langs de Grieks-Bulgaarse grens geconstrueerd was.

## Levenseinde
De Duitse inval in Griekenland maakte Metaxas echter niet meer mee, hij overleed op 29 januari 1941 in Athene, kort na de Italiaanse invasie. Alexandros Korizis volgde hem op als minister-president.
Zijn memoires werden in 1951 onder de titel Hemerologion ('dagboek') door zijn weduwe uitgegeven.